# Championnat du Laos de football 2021
Navigation
Saison précédente Saison suivante
La saison 2021 du Championnat du Laos de football est la trente-et-unième édition du championnat de première division au Laos. Cette édition regroupe cinq clubs au sein d'une poule unique, où ils s'affrontent à deux reprises. 
La saison devait commencer début mars mais est reportée au 27 mars 2021. Seulement quatre équipes sur les sept de la saison passée prennent part au championnat, le  Lao Police Club déclare forfait le 19 mars.
Après la 3e journée le championnat est arrêté à cause de la pandémie de Covid-19, le 13 août le championnat est définitivement abandonné.

## Les clubs participants
- Lao Toyota FC est renommé FC Chanthabouly
- Young Elephant
- Viengchanh FC
- Ezra FC
- Lao Army FC - promu

- Tous les clubs se trouvent à Vientiane et jouent leurs rencontres dans le Stade national du Laos.

## Compétition

### Classement
Le classement est établi sur le barème de points classique (victoire à 3 points, match nul à 1, défaite à 0). Pour départager les égalités, on tient d'abord compte des confrontations directes, de la différence de buts générale, puis du nombre de buts marqués.
| Rang | Équipe           | Pts | J | G | N | P | Bp | Bc | Diff |
| ---- | ---------------- | --- | - | - | - | - | -- | -- | ---- |
| 1    | Young Elephant   | 6   | 2 | 2 | 0 | 0 | 5  | 1  | +4   |
| 2    | Lao Army FC P    | 4   | 3 | 1 | 1 | 1 | 4  | 4  | 0    |
| 3    | Ezra FC          | 3   | 2 | 1 | 0 | 1 | 3  | 4  | -1   |
| 4    | FC ChanthaboulyT | 2   | 2 | 0 | 2 | 0 | 2  | 2  | 0    |
| 5    | Viengchanh FC    | 1   | 3 | 0 | 1 | 2 | 2  | 5  | -3   |

|  | Qualification pour le tour préliminaire de la Coupe de l'AFC 2022  |
|  | C : Vainqueur de la Coupe du Laos P : Club promu de First Division |

## Bilan de la saison
| Championnat du Laos de football 2020 |                 |
| Champion                             | aucun           |
| Coupes et trophées                   |                 |
| Vainqueur de la Coupe du Laos 2020   | annulée         |
| Qualifications continentales         |                 |
| Coupe de l'AFC 2022                  |                 |
| Promotions et relégations            |                 |
| Promus en Premier League             | Champasak FC    |
| Promus en Premier League             | Luangprabang FC |
| Promus en Premier League             | Master 7 FC     |
| Relégués en First Division           | aucun           |